# Васильевка (Карасукский район)
Васильевка — упразднённый посёлок в Карасукском районе Новосибирской области. Располагался на территории современного Октябрьского сельсовета. Упразднён в 1968 году.

## География
Располагался в 7 км к востоку от села Новоивановка.

## История
Основан в 1911 г. В 1928 году посёлок Васильевка состоял из 53 хозяйств. В составе Ново-Ивановского сельсовета Ново-Алексеевского района Славгородского округа Сибирского края.

## Население
По Переписи 1926 г. в посёлке проживало 296 человек (151 мужчина и 148 женщин), основное население — украинцы.